# Sport Huancayo
Club Sport Huancayo – peruwiański klub piłkarski z siedzibą w mieście Huancayo, leżącym w regionie Junín.

## Historia
Klub Sport Huancayo założony został 7 lutego 2007 roku. Już w 2008 roku klub odniósł poważny sukces, wygrywając turniej Copa Perú, co dało awans do pierwszej ligi peruwiańskiej (primera división peruana).

## Osiągnięcia
- Copa Perú: 2008